# Жиль Маршан
Жиль Марша́н (фр. Gilles Marchand; нар. 18 червня 1963, Марсель, Франція) — французький сценарист та кінорежисер.

## Життєпис
Жиль Маршан народився 18 червня 1963 року у Марселі, Франція. Освіту здобув у паризькому Інституті кінематографічних досліджень (IDHEC, зараз «La femis»), де познайомився Домініком Моллем, Тома Бардіне та Лораном Канте, з якими він в подальшому активно співпрацював.
Перші кроки у кіно Жиль Маршан починав як автор музики для короткометражного фільму Тома Бардіне «Керолайн та її друзі» (1991). У 1988-му почав кар'єру сценариста з дебютного телевізійного фільму Лорана Канте «Кровожери» (фр. Les Sanguinaires), в якому також зіграв невелику роль. У цей же період дебютував як режисер, поставивши кілька короткометражних стрічок.
У 2000 році Маршан виступив співавтором сценарію (з режисером Домініком Моллем) фільму «Гаррі — друг, який бажає вам добра», який змагався за «Золоту пальмову гілку» 53-го Міжнародного кінофестивалю в Каннах, а Маршан (з Д. Моллем) у 2001-му році номінувався за найкращий сценарій на головну французьку кінопремію «Сезар».
Першою повнометражною режисерською роботою Жиля Маршана став трилер «Хто убив Бембі?», що вийшов на екрани у 2003 році та потрапив у відбір до офіційної програми Каннського кінофестивалю 2003 року. У 2010 році Маршан зрежисував свій другий фільм — психологічний трилер «Чорні небеса» з Грегуаром Лепренс-Ренге, Луїзою Бургуан, Мельвілем Пупо та Полін Етьєн у головних ролях. Ця стрічка, як і перший фільм режисера, була також представлена в офіційному відборі на Каннському кінофестивалі 2010 року.
У 2013 році Жиль Маршан брав участь у написанні сценарію до фільму Робіна Кампільйо «Хлопчики зі Сходу» (фільм був номіновано у 2015 на «Сезара» за найкращий фільм, найкращу режисуру, найкращу чоловічу роль та найперспективнішому акторові).

## Фільмографія
Сценарист
| Рік  | Українська назва                   | Оригінальна назва                                 | Примітки         |
| ---- | ---------------------------------- | ------------------------------------------------- | ---------------- |
| 1997 | Кровожери                          | Les sanguinaires                                  | телевізійний     |
| 1999 | Людські ресурси                    | Ressources humaines                               |                  |
| 1999 | Це сильніше за мене                | C'est plus fort que moi                           | короткометражний |
| 2000 | Гаррі — друг, який бажає вам добра | Harry, un ami qui vous veut du bien               |                  |
| 2001 | Молоко людської ніжності           | Le lait de la tendresse humaine                   |                  |
| 2001 | Ласкаві душі                       | Les âmes câlines                                  |                  |
| 2003 | Щасливої дороги!                   | Bon voyage                                        | адаптація        |
| 2003 | Хто убив Бембі?                    | Qui a tué Bambi?                                  |                  |
| 2004 | Червоні вогні                      | Feux rouges                                       |                  |
| 2005 | Лемінг                             | Lemming                                           |                  |
| 2005 | Живий літак                        | L'avion                                           |                  |
| 2006 | Розвідник                          | L'éclaireur                                       |                  |
| 2010 | Чорні небеса                       | L'autre monde                                     |                  |
| 2012 | Твоя рука в моїй руці              | Main dans la main                                 |                  |
| 2013 | Хлопчики зі Сходу                  | Eastern Boys                                      |                  |
| 2015 | Дама в окулярах із рушницею в авто | La dame dans l'auto avec des lunettes et un fusil |                  |

Режисер
| Рік  | Українська назва    | Оригінальна назва       | Примітки         |
| ---- | ------------------- | ----------------------- | ---------------- |
| 1987 |                     | L'étendu                | короткометражний |
| 1994 | З Різдвом           | Joyeux Noël             | короткометражний |
| 1999 | Це сильніше за мене | C'est plus fort que moi | короткометражний |
| 2003 | Хто убив Бембі?     | Qui a tué Bambi?        |                  |
| 2010 | Чорні небеса        | L'autre monde           |                  |

## Визнання
| Рік                                                      | Категорія                                       | Фільм                                                  | Результат |
| -------------------------------------------------------- | ----------------------------------------------- | ------------------------------------------------------ | --------- |
| Кінофестиваль короткометражних фільмів у Клермон-Феррані |                                                 |                                                        |           |
| 1994                                                     | Ґран-прі                                        | З Різдвом                                              | Перемога  |
| Краківський кінофестиваль                                |                                                 |                                                        |           |
| 1994                                                     | Приз ФІПРЕССІ                                   | З Різдвом                                              | Перемога  |
| Кінофестиваль у Салоніках                                |                                                 |                                                        |           |
| 1999                                                     | Найкращий сценарій (з Лораном Канте)            | Людські ресурси                                        | Перемога  |
| Європейська кіноакадемія                                 |                                                 |                                                        |           |
| 2000                                                     | Найкращий сценарист (з Домініком Моллем)        | Гаррі — друг, який бажає вам добра                     | Номінація |
| Премія Сезар                                             |                                                 |                                                        |           |
| 2001                                                     | Найкращий оригінальний або адаптований сценарій | Людські ресурси (з Лораном Канте)                      | Номінація |
| 2001                                                     | Найкращий оригінальний або адаптований сценарій | Гарі — друг, який бажає вам добра (з Домініком Моллем) | Номінація |
| 2004                                                     | Найкращий дебютний фільм                        | Хто убив Бембі?                                        | Номінація |
| Каталонський міжнародний кінофестиваль у Сітжесі         |                                                 |                                                        |           |
| 2003                                                     | Найкращий фільм                                 | Хто убив Бембі?                                        | Номінація |